# Generaladjutant

Uniform m/1801 för en svensk generaladjutant, teckning från 1807.

Generaladjutant är en militär titel, som i Sverige förekom före 1840 både inom armén och flottan. Generaladjutant var i första hand en befattning, men var under en kort tid på 1800-talet även en militär grad mellan generalmajor och överste; utifrån det ingick generaladjutant som rangklass i den svenska rangordningen även efter att den försvunnit som militär grad.
Inom armén förekom befattningen redan under Karl X Gustav och Karl XI, nämligen en vid infanteriet och en vid kavalleriet. Karl XII förordnade 1717 att i högkvarteret skulle finnas en generaladjutant av armén och en generaladjutant av flygeln. Från Gustav III:s tid daterar sig befattningen vid en armé i krig som en generaladjutant för expeditionen, som under Sveriges krig i början av 1800-talet kallades enbart generaladjutant och motsvarade ungefär en senare tids stabschef, dels mellan 1792 och 1840 som konungens generaladjutant för armén, som inför kungen föredrog ärenden gällande armén. Från 1805 hade denne som stabschef generalmajors rang, från 1832 överflyttades generaladjutanten till generalstaben, och bildade då en särskild grad, närmast efter generalmajorerna.
Inom flottan förekom titeln mellan 1790 och 1840. Generaladjutanten för flottorna hade då ett övergripande materiel- och personalansvar.
Motsvarande titel förekommer fortfarande i några länder. I Storbritannien och USA är den benämning på en officer med övergripande administrativt ansvar. I Tyskland och Ryssland var generaladjutant runt sekelskiftet 1900 benämning på kejsarens adjutanter av generalsgrad.

## Bilder

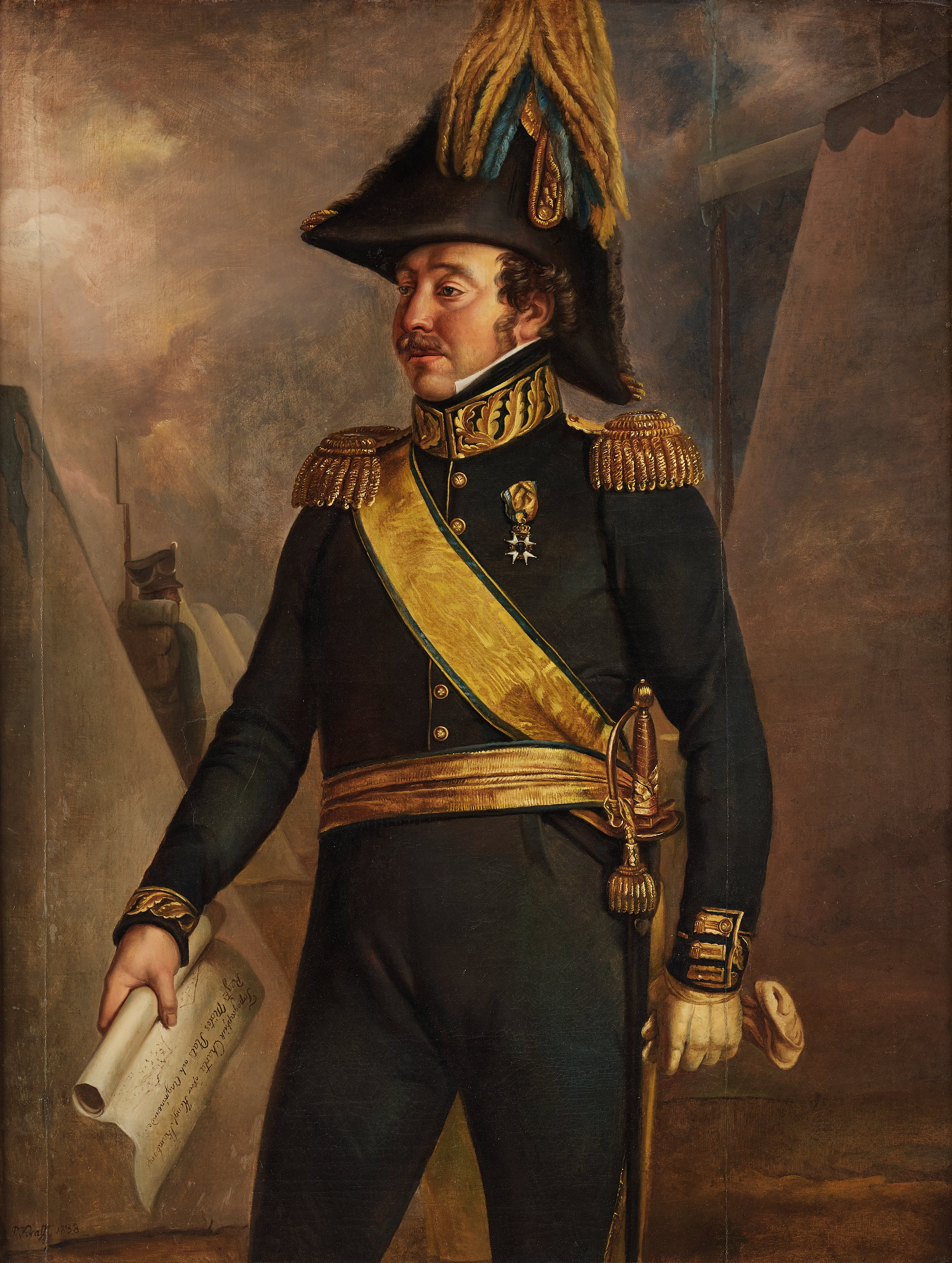
Christer Posse af Säby bär uniform för en generaladjutant vid Generalstaben.